# Jan Stanisław Bogusz
Jan Stanisław Bogusz (ur. 4 marca 1928 w Ciotczy, zm. 29 kwietnia 2009 w Warszawie) – polski pedagog specjalizujący się w pedagogice wojskowej, prof. zw. dr hab. o specjalności dydaktyka ogólna, pedagogika wojskowa. Pułkownik Wojska Polskiego. Nauczyciel akademicki Wojskowej Akademii Politycznej im. Feliksa Dzierżyńskiego, a po 1990 roku m.in. w Wyższej Szkole Zawodowej „Kadry dla Europy” w Poznaniu, Elbląskiej Uczelni Humanistyczno-Ekonomicznej i Akademii Pedagogiki Specjalnej w Warszawie.

## Kariera zawodowa
Członek Czerwonego Harcerstwa, Lublin 1939. W latach 1941–1944 był uczestnikiem podziemia zbrojnego w szeregach Związku Walki Zbrojnej i Armii Krajowej. W latach 1946–1948 był członkiem Organizacji Młodzieży Towarzystwa Uniwersytetu Robotniczego (OMTUR) i Polskiej Partii Socjalistycznej (PPS, 1947–1948), a w latach 1948–1990 członkiem Polskiej Zjednoczonej Partii Robotniczej. Był przewodniczącym Zespołu Partyjnego Pedagogów i Psychologów przy Wydziale Nauki, Oświaty i Postępu Technicznego KC PZPR (1984–1990), członkiem Komisji Oświaty KC PZPR (1986–1990), członkiem Komisji Młodzieży, Kultury Fizycznej i Turystyki KC PZPR.
Pracownik fizyczny w Porcie Gdyńskim (1946–1948), w lud. Wojsku Polskim od 1948 roku. W 1950 roku ukończył Wyższą Szkołę Oficerów Politycznych w Rembertowie. Początkowo służył w Oficerskiej Szkole Piechoty nr 3 (1950–1954).  W 1960 ukończył studia wyższe (pedagogikę), a w 1964 uzyskał doktorat w Wojskowej Akademii Politycznej im. Feliksa Dzierżyńskiego (WAP) w Warszawie. Habilitował się tamże w 1970, a w 1978 został profesorem nauk humanistycznych. Tytuł profesora zwyczajnego otrzymał w 1985 roku. W WAP pracował od 1954, początkowo jako asystent, starszy asystent, adiunkt (1960-1968), od 1968 jako szef Katedry Dydaktyki Ogólnej i Wojskowej, 1970-1975 kierownik Zakładu Dydaktyki Wojskowej, a w latach 1975–1984 jako szef Katedry Pedagogiki. 
Członek Rady Naukowej WAP. Był także członkiem rad naukowych i redakcyjnych, m.in. Dydaktyki Szkoły Wyższej (od 1973), Komisji Postępu Dydaktycznego Rady Głównej Nauki, Szkolnictwa Wyższego i Techniki (1969–1979, od 1971 zastępca przewodniczącego), Ruchu Pedagogicznego (1983–1995) oraz Pedagogiki Szkoły Wyższej (1995–2000). Przewodniczący  Komitetu Redakcyjnego kwartalnika Młodzież Polska (od 1986), członek Rady Naukowej Wyższej Oficerskiej Szkoły Lotniczej w Dęblinie (od 1969), Instytutu Historii Nauki, Oświaty i Techniki PAN (1981-1983), członek Komisji Głównej ds. inicjatyw i eksperymentów MON (od 1971 roku), członek Rady ds. Nauk Społecznych MON (od 1972), czł. Rady ds. Książki Społeczno-Politycznej przy KC PZPR (1984-1990), członek Zespołu ds. Realizacji Programu Edukacji Historycznej przy KC PZPR (1985-1990). W latach 1983–1988 był dyrektorem Instytutu Badań Problemów Młodzieży Urzędu Rady Ministrów. Był członkiem Komitetu Nauk Pedagogicznych Polskiej Akademii Nauk (1981–1992), Komitetu Prognozowania Perspektywicznego Rozwoju Kraju Polska 2000 PAN (od 1985), członek Zespołu Człowiek i jego edukacja Komitetu PAN Polska 2000 (od 1986), Centralnej Komisji Kwalifikacyjnej ds. Kadr Naukowych przy Prezesie Rady Ministrów (1984–1990), a w latach 1986–1991 był doradcą naukowym Ministra Obrony Narodowej gen. armii Floriana Siwickiego. Był także członkiem Zespołu ds. inicjatyw i nowatorstwa Komisji Głównej MON (od 1976), członkiem Zespołu Doradców Sejmowych (1986-1989), członkiem Prezydium II Zespołu Problemowego III Kongresu Nauk Polskiej (1985) oraz członkiem Ogólnopolskiego Komitetu Grunwaldzkiego (1986-1989) i wiceprzewodniczącym Komisji Prac Wychowawczych i Działań Młodzieży tego komitetu.
Po rozwiązaniu Wojskowej Akademii Politycznej (1990) był dyrektorem Instytutu Pedagogiki Uniwersytetu Marii Curie-Skłodowskiej w Lublinie (od 1991). Od 2005 do 2006 był rektorem Wyższej Szkoły Bezpieczeństwa w Poznaniu, a od 2006 pracował w Wyższej Szkole Zawodowej „Kadry  dla Europy” w Poznaniu i Elbląskiej Uczelni Humanistyczno-Ekonomicznej. 

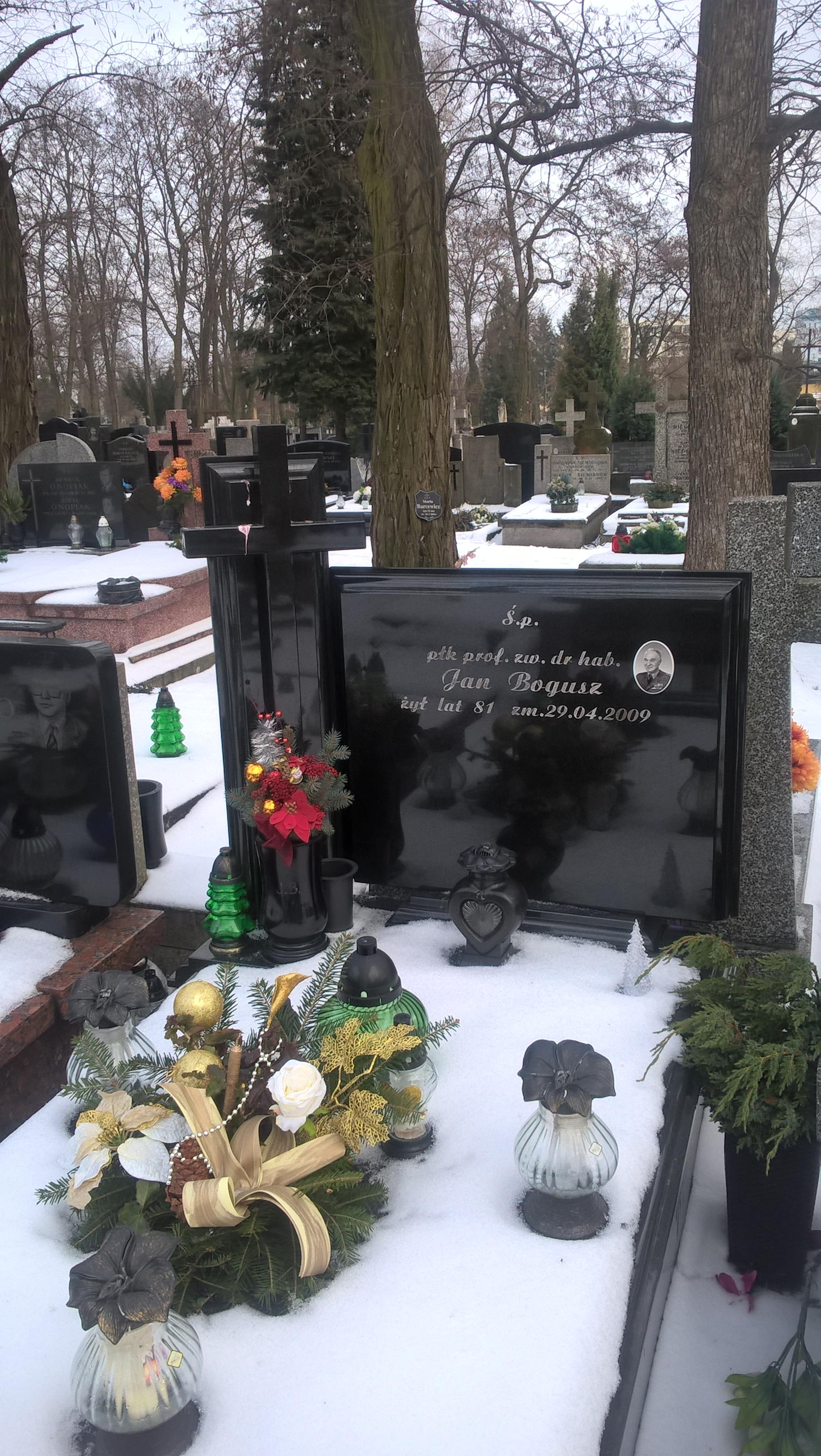
Grób prof. Jana Stanisława Bogusza na cmentarzu Bródnowskim w Warszawie (kw. 21E-4-24)

## Zainteresowania naukowe
Zainteresowania naukowe Jana Bogusza obejmowały głównie problemy związane z dydaktyką wojskową, dotyczyły stosowania metod aktywizujących nauczania żołnierskiego różnych wojsk i służb, a także ujawniania, rozwijania i wykorzystania uzdolnień przydatnych w warunkach wojskowych. Autor ponad 360 prac naukowych, w tym 15 publikacji książkowych z zakresu pedagogiki, pedagogiki specjalnej, dydaktyki i andragogiki oraz systemu i norm życia społecznego młodzieży.

## Nagrody i odznaczenia
- Nagroda Ministra Obrony Narodowej III stopnia (1975, 1978)
- Nagroda resortowa II stopnia (1985)
- Nagroda Trybuny Ludu (1983)
- Krzyż Oficerski Orderu Odrodzenia Polski
- Krzyż Kawalerski Orderu Odrodzenia Polski
- Złoty Krzyż Zasługi
- Medal 40-lecia Polski Ludowej
- Medal Zwycięstwa i Wolności
- Złoty Medal „Za zasługi dla obronności kraju”
- Złoty Medal „Siły Zbrojne w Służbie Ojczyzny”
- Medal Komisji Edukacji Narodowej
- Złota odznaka honorowa Za Zasługi dla Warszawy
- Medal 200-lecia Komisji Edukacji Narodowej (1974)[1]
- inne odznaczenia i medale pamiątkowe

## Publikacje (wybór)
- Nauczanie problemowe w zespołach żołnierskich, 1967
- Metody aktywizujące studentów w procesie dydaktycznym szkoły wyższej, 1978
- Kształcenie postaw patriotyczno-obronnych młodzieży, 1979
- Dydaktyka wojskowa, 1983
- Młodzież i jej świat wartości, 1986
- Młodzież i dorośli wobec edukacji 1986
- Wychowanie patriotyczne młodzieży, współautor, 1991
- Autorytet nauczyciela a wyniki kształcenia i wychowania, 1995
- Problemy edukacji dorosłych, kierunki ich rozwoju i zmian, 2008